# Edición de video

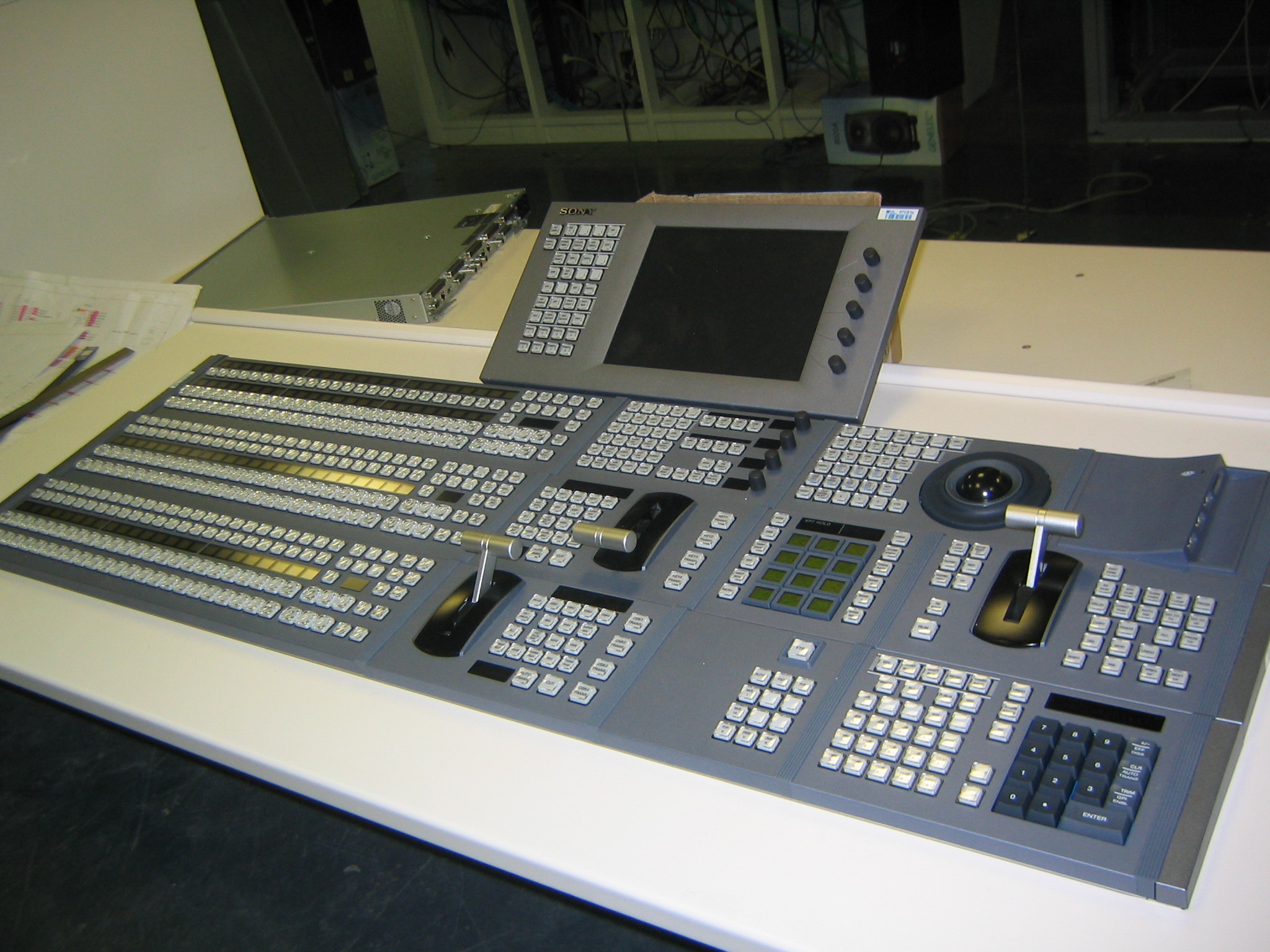
Consola de una mesa de vídeo Sony.

La edición de vídeo es un proceso por el cual un editor coloca fragmentos de vídeo, fotografías, gráficos, audio, efectos digitales y cualquier otro material audiovisual en una cinta o un archivo informático. El objetivo de la edición es presentar un programa terminado para emitirlo por televisión, generar copias para su venta o servir como base para otros más acabados.
El término «edición» solía confundirse con la palabra «montaje» por ser actividades parecidas, pero la edición se refería únicamente al vídeo y empleaba diferentes medios técnicos a los del montaje cinematográfico. En el siglo XXI la informatización ha unido los dos procesos.
En la era digital los tipos de edición se han restringido a cuatro: por corte o A/B roll, on-line y off-line. Cuando se utilizaba la edición lineal existían otras, pero la edición no lineal con acceso aleatorio las hizo desaparecer.
La evolución de la edición de vídeo ha pasado por varias fases. Inicialmente, 1958, se trató de imitar el proceso cinematográfico de cortar y pegar trozos de cinta. El siguiente paso se dio en la década de 1970 con la edición lineal, empleando dos o más magnetoscopios y muchas veces dos salas con equipamiento distinto. En 1988 apareció el primer sistema digital y en 1992 surgió el primero totalmente digital gracias a las memorias flash y los algoritmos de compresión para vídeo. Ya no existe consenso entre los expertos sobre cómo será el futuro. Técnicamente lo ideal quizá sería una unión entre la norma de cine y de la televisión, pero intereses de distintos tipos pueden impedirlo.

## Definición
Editar un vídeo consiste simplemente en manipularlo, es decir, ir uniendo unas imágenes a otras, eliminando algunas, añadiendo efectos digitales o títulos, incorporando música y cualquier otro material que permitiese un producto listo para ser duplicado o emitido.
Todo el proceso se realizaba inicialmente sobre una cinta llamada máster de vídeo. Luego esta cinta se utilizaría para emitir el programa u obtener de ella copias para su alquiler, venta o distribución. Pero, con el nacimiento de la edición digital en la década de 1980, se fue prescindiendo paulatinamente del soporte físico y todo el proceso comenzó a realizarse sobre un archivo informático, el llamado máster digital de vídeo (MDV).

## Tipos de edición
Susana Espinosa y Eduardo Abbate recopilan cuatro tipos diferentes, dependiendo del criterio elegido.
- Según la facilidad para acceder al material: si se puede aumentar o reducir cualquier parte de la edición sin afectar al resto sería una «edición no lineal». En cambio, la «edición lineal» exige volver a editar todo el trabajo posterior a la parte modificada.[n. 1]
- Según la calidad del acabado: si el producto final tiene la calidad deseada, es un producto ya terminado, sería «edición en línea». Por el contrario, si se obtiene un resultado intermedio, para dar una idea de lo que se desea, sería edición off-line.
- Edición en cinta: era la realizada en una cinta de vídeo grabando un plano tras otro, de tal forma que la edición terminaba cuando se terminaba la última toma.[n. 2]
- Según la técnica de grabación utilizada: si la edición se ha realizado en una cinta «virgen», los autores la definen como edición por asamble. Por el contrario, si se grababa solo la imagen, respetando el sonido y la pista con código de tiempo, se denominaba edición por inserto. Estas ediciones se dejaron de utilizar con la llegada de los másteres digitales de vídeo.[4]

Ohanian (1996) añade otro criterio:
- Según las transiciones empleadas: si la transición entre planos es brusca se denomina edición por corte. Si, por el contrario, la transición entre planos se hace progresivamente por algún tipo de fundido, cortinilla o encadenado sería una edición A/B roll.
- La edición en línea es el proceso de volver a montar la edición en un vídeo de resolución completa después de haber realizado una edición fuera de línea. Se realiza en la fase final de una producción de vídeo.[5]
- La edición en la nube es el proceso de utilización de Internet para trabajar con contenidos a distancia, en colaboración o de naturaleza urgente, como la edición de acontecimientos deportivos en directo y en tiempo real utilizando proxies de vídeo (copias de menor resolución) del material original.[6]

## Diferencias entre «montaje» y «edición»
En ocasiones pueden aparecer las dos palabras como sinónimos, aun cuando se refieren a procesos diferentes. Sucede algo similar con los vocablos «cuadro» y «fotograma» o «grabación» y «filmación», que pueden escucharse indistintamente en los ámbitos de vídeo y cine, cuando son o eran también distintos. La razón de diferenciar los dos términos es porque cada palabra indica implícitamente los procesos previos requeridos, el material necesario o la calidad con la que se trabajará. 

Imágenes impresas a la misma resolución. El PAL es el segundo cuadro más pequeño. El 35 mm equivaldría al más grande.

El montaje se realizaba con película de cine, ya fuese de 16 o 35 mm, 70 mm en el caso del IMAX, pero siempre partiendo de una emulsión fotosensible. Por tanto, se debía recurrir a procesos químicos para realizar copias o duplicados con los que trabajar, lo que suponía líquidos, grandes espacios, cámaras oscuras, tiempos de espera...
La edición es un término propio de los soportes magnéticos, ya sean cintas, memorias flash o discos duros. Se utiliza material audiovisual grabado electrónicamente para obtener una cinta o un archivo de computadora. Suele requerir muchos menos procesos y unos costes bastante inferiores a los del montaje, pero la calidad de la imagen era también inferior, por lo menos hasta la llegada del siglo XXI.
La diferencia de resultados que podían lograrse con uno y otro sistema se aprecia mejor al pasar las imágenes a papel. Si se imprimiese un fotograma de 35 mm a 200 puntos por pulgada, calidad de impresión habitual para las publicaciones de color, sus más de 2000 líneas de definición permitiría una ilustración de aproximadamente medio A4. Si se hiciese más grande el ojo humano notaría el pixelado. Mientras, un cuadro de PAL impreso a la misma calidad sería del tamaño de un sello postal, sus 576 líneas visibles no darían para más.
Durante el siglo XXI se fue produciendo una convergencia de los dos sistemas, que sólo se diferenciaban por su formato y calidad, no necesariamente por su soporte. Los dos podían ser digitales y manejados en ocasiones con equipos idénticos. Pero por razones de amortización, coste o preferencias a veces se continúa recurriendo a medios distintos para el cine y el vídeo.

## Problemas iniciales

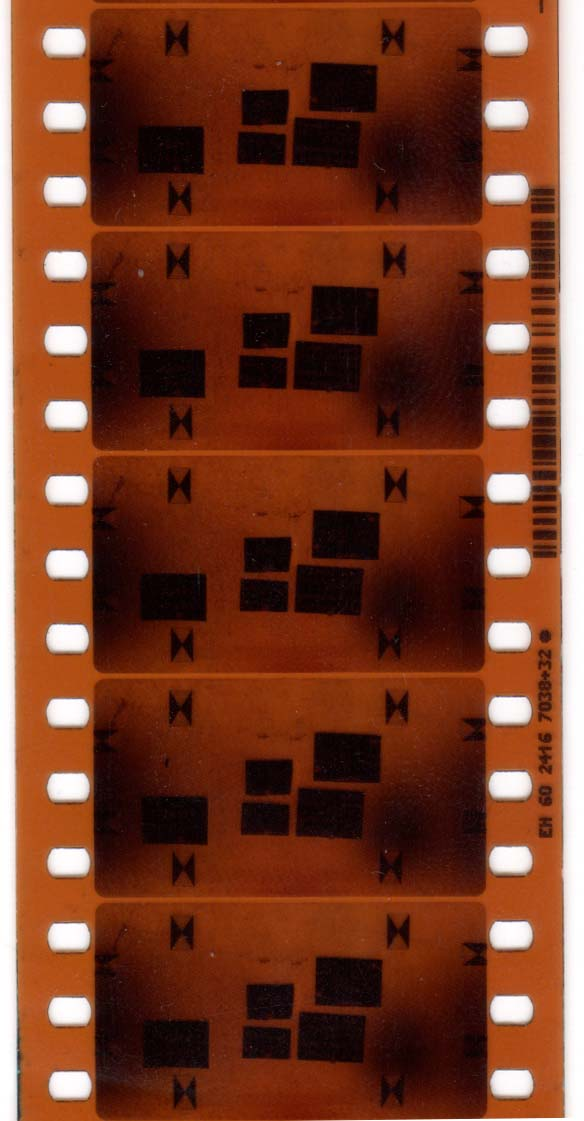
Negativo de 35 mm del que se pueden obtener positivos.

Cuando nació la televisión, el cine constituía el único sistema conocido para concatenar las tomas adecuadas y prescindir de las innecesarias. El proceso según Konigsberg (2004, p. 183 y 184) era el siguiente: al revelar las cintas filmadas en exteriores o en estudio solía crearse un positivo con el que se montaba una copia de trabajo. Una vez conseguido el montaje deseado, se anotaban los número de fotograma en una lista de corte de negativo. Con los números anotados en esa lista se cortaban físicamente los negativos y se positivaban las partes elegidas. Finalmente se unían las partes positivadas creando una cinta limpia. Sobre la cinta ya montada se añadían titulaciones, efectos especiales, cortinillas, banda sonora.... El resultado final era una y solo una cinta máster. De ella se obtenían después los interpositivos necesarios con los que producir los cientos o miles de copias precisas.
La televisión por su parte solo podía emitir imágenes en directo cuando apareció en la década de 1920. Según Pérez Vega y Zamanillo Sainz de la Maza (2003, p. 72) la televisión siempre trató de grabar su señal siguiendo un sistema parecido al del sonido, pero el ancho de banda que requería y requiere la imagen lo hacía difícil, aun siendo en blanco y negro. Así pues, hasta encontrar una solución, los programas se podían realizar de tres formas: en vivo, desde un disco de cristal utilizando un proceso parecido al empleado para grabar discos de vinilo o bien proyectando una película de cine en una pantalla mientras una cámara de televisión recogía las imágenes y transmitía la señal hasta el emisor. Las dos últimas soluciones podían resultar lentas, complicadas e imposibles de modificar. Fue con el nacimiento del vídeo en 1956 cuando se pudo hacer algo parecido al montaje cinematográfico.

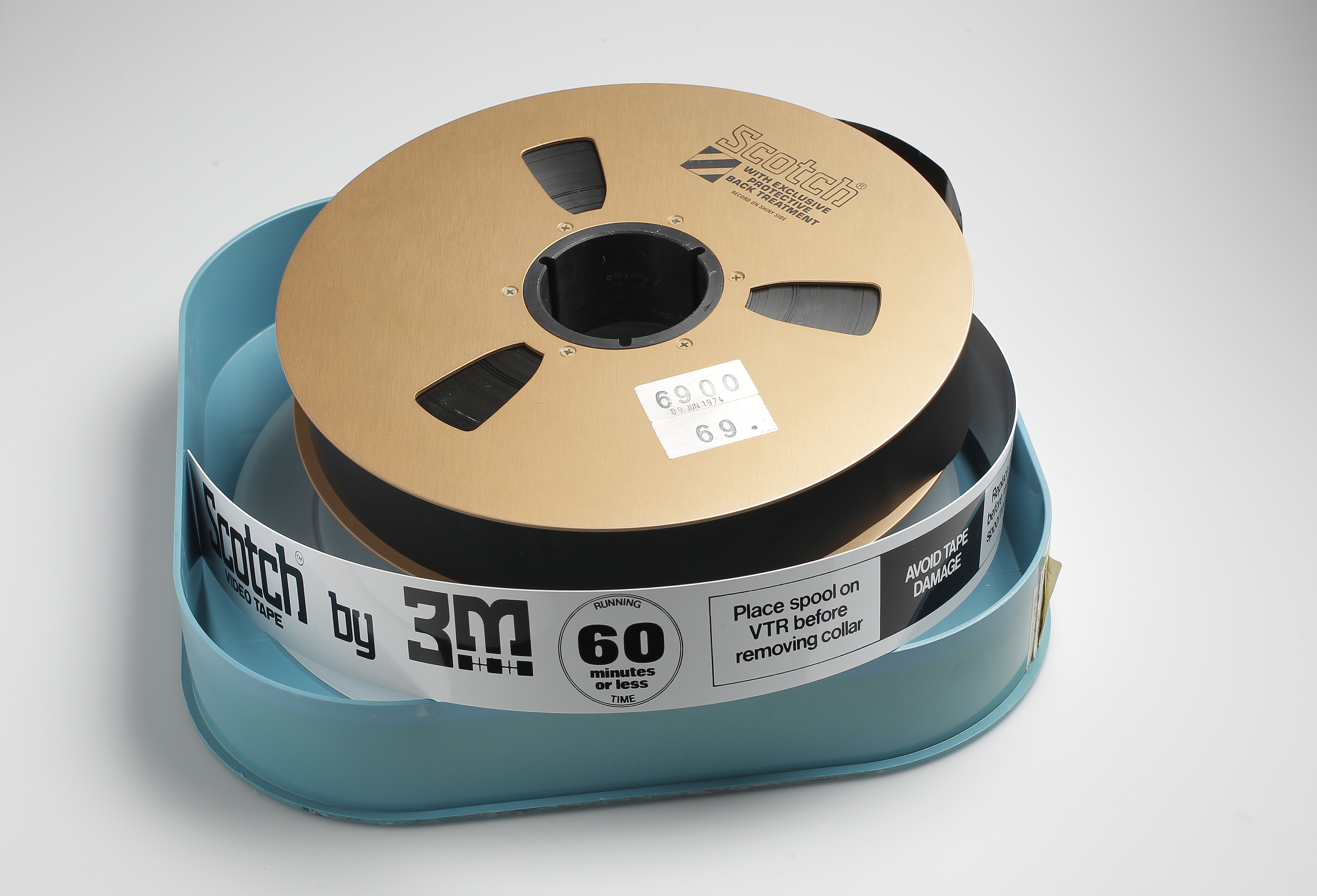
Cinta de 2 pulgadas (50 mm) de bobina abierta.

En 1956 Ampex logró desarrollar el primer magnetoscopio, llamado Cuadruplex. La máquina grababa en grandes bobinas magnéticas abiertas de dos pulgadas (5,08 centímetros) movidas a gran velocidad por motores de potencia considerable. Pese a su aparatosidad y precio, el magnetoscopio no solo permitió conservar las emisiones, además aportó a la televisión numerosas ventajas frente al cine: se podía grabar el sonido al mismo tiempo que la imagen y en el mismo soporte, no necesitaba esperar al revelado, no requería crear una copia de trabajo, los equipos y soportes eran más baratos o iban camino de serlo... Pero el vídeo estaba lejos de ser la solución de los problemas. Para empezar la definición era mucho más baja que la del cine, además mirando una cinta magnética resulta imposible saber en que  comienza el cuadro deseado porque no se ve, mientras que los fotogramas si se ven mirándolos al trasluz (Ohanian, 1996, p. 30 y siguientes). Sin embargo, puede que el vídeo no alcanzase la calidad visual de las películas fotosensibles y se necesitaran un reproductor para cada formato, pero seguía resultar más económico, aún con todos los problemas y empleando los equipos más costosos.

## Evolución de la edición de vídeo

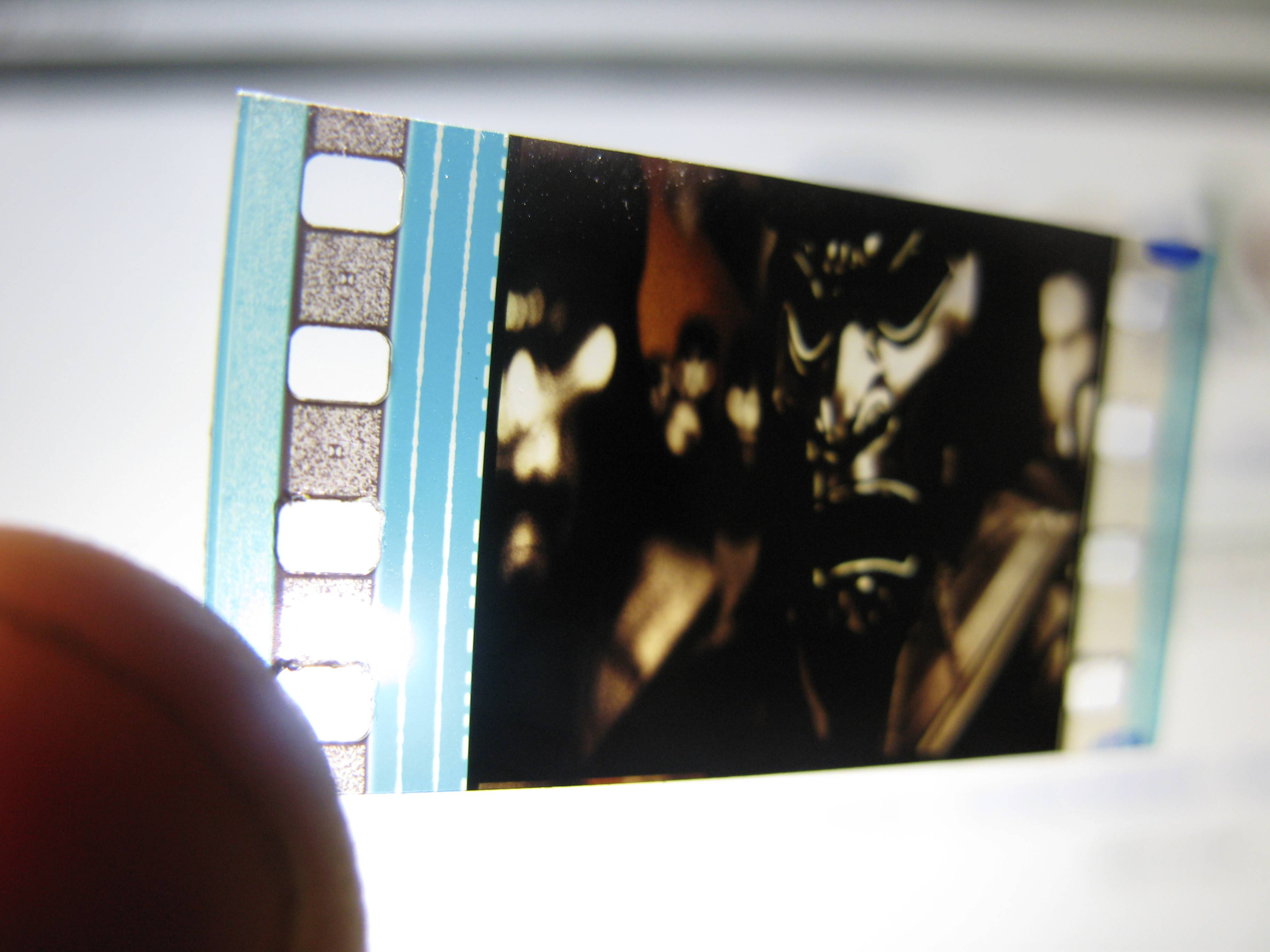
Fotograma de 35 mm. Tanto este formato como el de 16 mm permiten ver las imágenes y los espacios para cortar; el vídeo no.

### Primera edición no lineal
Con la entrada de las cintas de vídeo los editores trataron de imitar el proceso de montaje cinematográfico. Era el único método conocido. La fórmula de cortar con cizalla y pegar con pegamento permitía reducir la duración de cualquier escena. También era posible incrementar la duración de los planos; resultaba más laborioso pero era posible. Para facilitar el trabajo, Ampex lanzó al mercado en 1958 una empalmadora.Ohanian (1996, p. 31) describe así el proceso: los distintos cuadros de la cinta se marcaban con una serie de partículas metálicas, se cortaba físicamente la parte deseada, se colocaban los fragmentos en la empalmadora, se unían empleando un pegamento especial, tóxico y cancerígeno, y se montaba nuevamente la cinta ya pegada en el magnetoscopio.
Era una edición no lineal porque permitía reducir o ampliar cualquier secuencia sin afectar a las anteriores o posteriores. Sin embargo, utilizar empalmadoras como la de Ampex se confesó poco eficiente por lo impreciso del sistema y el tiempo que llevaba sacar la bobina del magnetoscopio, manipularla y volver a colocarla. No es que la técnica cinematográfica fuera más rápida, pero se comprobó que había una forma más eficiente cuando mejoró la calidad de los aparatos y de las copias. Ohanian (1996, p. 31) afirma:

¡Qué ironía, mirando al pasado, que se empleara tanto tiempo y esfuerzo intentando emular la no linealidad del cine mediante sistemas electrónicos de edición no lineal!
Ohanian

### Edición lineal

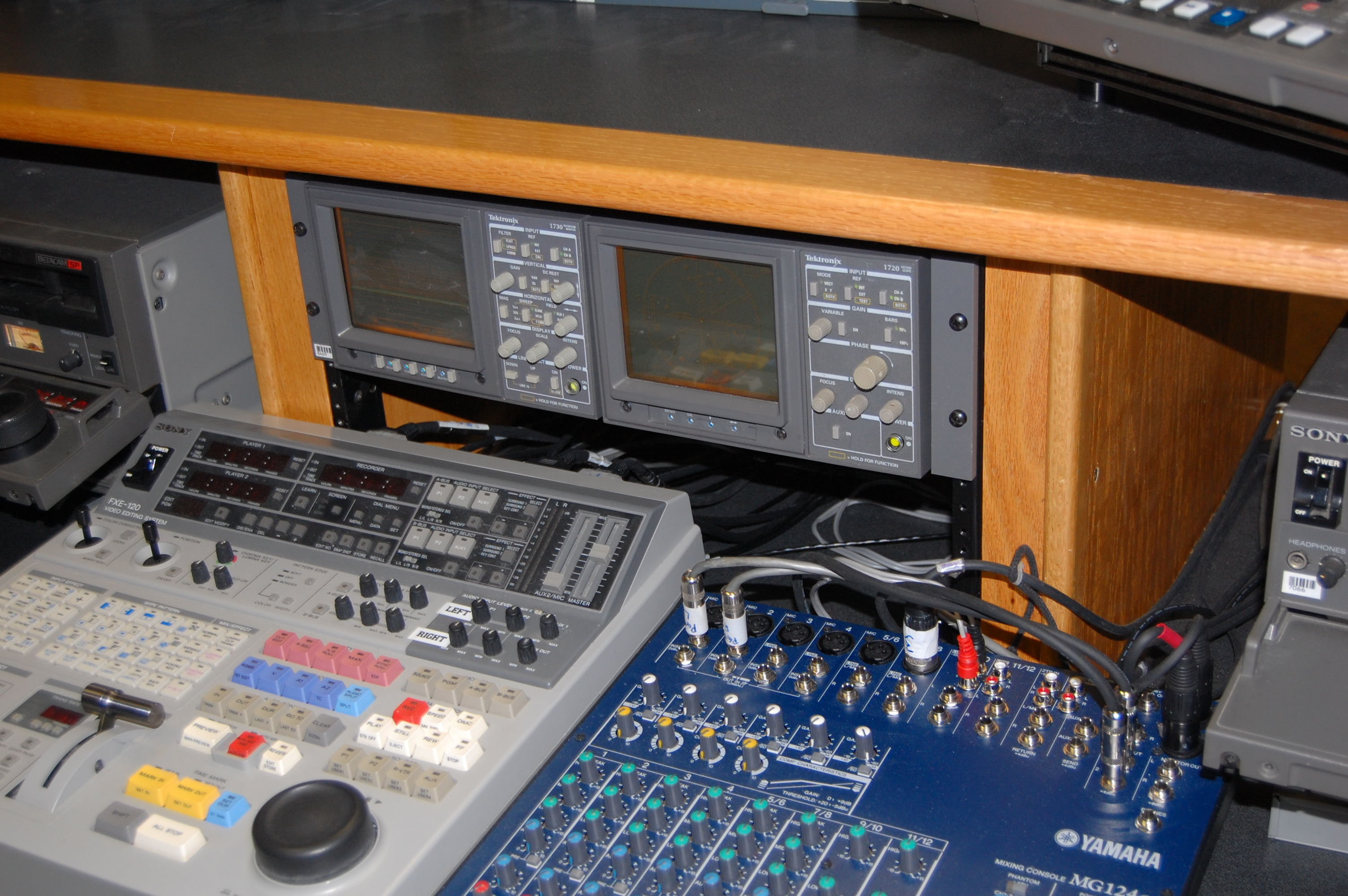
Detalle del equipamiento para realizar ediciones lineales. Varios monitores y magnetoscopios, mesa para la edición de sonido y consola con línea de tiempos con el botón de Previo en la izquierda, los dos amarillos en el centro para introducir los puntos de entrada y de salida y los de cortinillas en violeta.

Los problemas de la edición no lineal se salvaban utilizando dos o más magnetoscopios, también llamado VTR por las siglas en inglés de Video Tape Record. El proceso era el siguiente: un VTR haría las veces de fuente, también llamado «lector», «reproductor» o «player». Dotado con un monitor, este magnetoscopio mostraba en todo momento la imagen que serviría. El otro magnetoscopio, llamado «grabador» o «recorder», iba creando la edición en una «cinta máster». Este último VTR también contaba con un monitor para saber el punto donde comenzaría la grabación.
La edición lineal perdía un 8 % de calidad aproximadamente, al necesitar una segunda generación, pero quedaba resuelto el problema de ver los cuadros exactos de reproducción y de grabación sin desmontar nada. Las dos máquinas podían conectarse directamente para realizar la llamada edición por corte. También era posible conectar varios magnetoscopios fuentes a un mezclador de vídeo con el que realizar cortinillas, fundidos o encadenados, creando así la edición A/B roll. Con mezclador o sin él, el empleo de varios magnetoscopios trajo la edición lineal. Para Konigsberg (2004, p. 183) este nuevo sistema resultaba mejor, pero el sector audiovisual tardó unos tres lustros en implantarlo.
Con el fin de reducir el tiempo para localizar el cuadro exacto en la fuente y en el máster, en 1967 la empresa EECO produjo las primeras cintas dotadas de una pista con código de tiempo, la cual mostraba la hora, minuto, segundo y cuadro que se estaba visionando. Cinco años después, la SMPTE (Society of Motion Picture and Television Engineers) y la UER (Unión Europea de Radiodifusión) crearon el estándar SMPTE para códigos de tiempo. Esto permitía saltar al punto deseado en la fuente y en el máster. Además, las mejoras electrónicas posibilitaron el nacimiento de las mesas de edición, también llamadas consolas, que sincronizaban los magnetoscopios e incorporaban las capacidades del mezclador de vídeo añadiendo posibilidades como el «previo» o ver el resultado antes de grabarlo. Estos dispositivos trajeron un ahorro en horas de trabajo considerable. Solo el hecho de teclear en la consola el cuadro deseado y que ella moviera la cinta sola supuso un ahorro de tiempo inmenso.
Este sistema de trabajo permitía tres nuevas formas de edición lineal, según Browne (2003): la Playrec, donde el magnetoscopio añadía el código de tiempos a la cinta virgen, lo que se denomina pistar una cinta; el Assemble, y el Inserto. Los tres desaparecerían con la llegada de los equipos digitales.

#### Problemas e inconvenientes
Browne (2003) destaca:
- Era posible cambiar la duración de la última secuencia, pero no más atrás sin afectar a las siguientes. Si se modificaba la duración de una parte intermedia, el máster debía ser editado de nuevo por assemble desde ese punto, introduciendo todos los valores de entrada y salida uno por uno.
- No se guardaba un histórico, por tanto, si se repetía la edición por el motivo que fuera, la duración de los encadenados, los niveles de sonido, los tipos de cortinillas, etc., debían ser vueltos a elegir.
- En ausencia del máster, las sucesivas copias se debían realizar desde otra copia, perdiendo calidad de imagen y sonido.[n. 6]
- Según Carrasco (2010, p. 133), la política y la técnica crearon nuevas normas para emitir la señal de televisión, pero las diferentes oportunidades ofrecidas por la técnica para unificarlas fueron desaprovechadas. Al contrario del cine, que con el tiempo terminó en dos anchos de películas compatibles con cualquier reproductor del mundo, en el vídeo muchos de los trabajos profesionales debían terminarse pensando en obtener copias para el NTSC estadounidense; pero también para el PAL europeo e incluso para el SECAM francés.[n. 7] Esta variedad de sistemas exigía salas de edición con magnetoscopios de varios formatos. Además, existían inconvenientes añadidos a la hora de pasar el cine al formato vídeo.[n. 8]

#### Equipamiento necesario

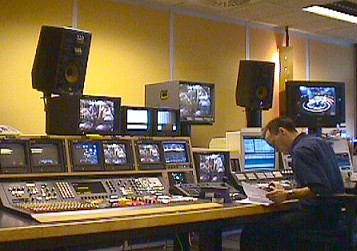
Sala on-line en 1999.

Según Ohanian (1996) los equipos para realizar una edición lineal podían ir desde dos monitores y dos magnetoscopios interconectados, hasta costosas habitaciones con máquinas dedicadas, capaces de generar efectos similares a los del cine. Pero una sala dotada de todos los medios resultaba cara de instalar y alquilar,Ohanian (1996, p. 64) calculaba que podía oscilar entre 500 000 y un millón de dólares y su alquiler entre los 300 y los 1000 dólares la hora, todo a precios de los años 1990. Para economizar costes se podían habilitar instalaciones más modestas por importes comprendidos entre 20 000 y 40 000 dólares y alquileres entre los 50 y 150 la hora. Eran las llamadas salas off-line La idea era conseguir depurar el proyecto todo lo posible antes de alquilar una cara sala on-line. Así nacieron las preediciones, llamadas técnicamente ediciones off-line, una cinta de vídeo con algo parecido al resultado final.Ohanian (1996) añade a la edición off-line la lista de decisiones de edición (EDL del inglés Edition Decision List) y la lista de corte de negativo cuando se trataba de cine.
La división del trabajo en dos salas debía funcionar en teoría, pero en la práctica los equipos de la sala off-line eran demasiado pobres como para poder hacerse una idea del resultado, las EDL no se podían exportar a los equipos de la sala on-line debido a problemas de compatibilidad, tampoco contenía absolutamente todos los detalles como la velocidad de los fundidos o las variaciones en la pista de sonido. Por tanto, muchas decisiones debían volverse a meditar en la cara sala on-line.

### Edición no lineal

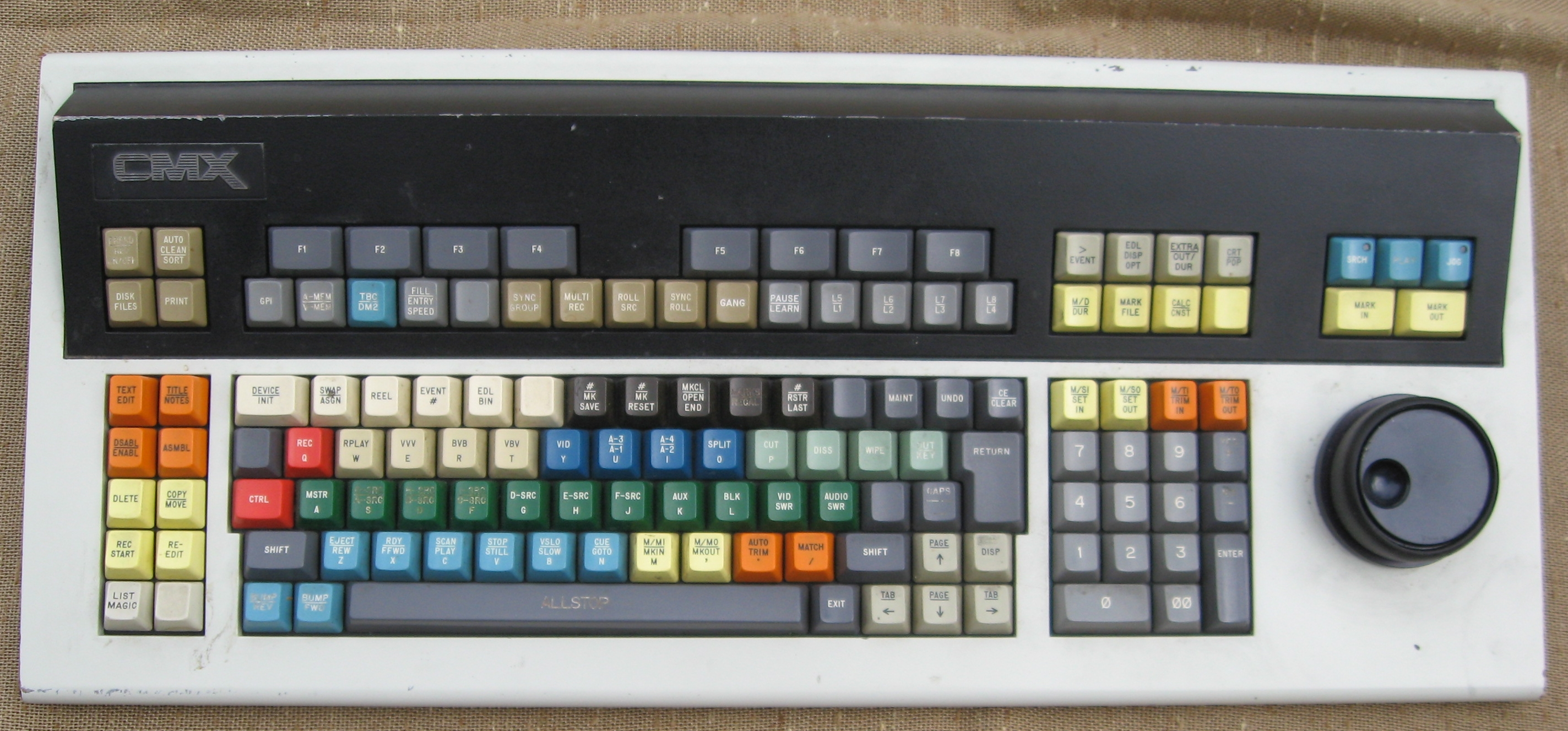
Teclado del CMX 600 la primera máquina para la edición con acceso aleatorio.

La diferencia entre esta edición y la que utilizaba empalmadoras estriba en tres aspectos:
- El empleo de computadoras en algún momento del proceso.
- Poder editar sin ningún orden, incluso duplicando tomas, y saltar a cualquier cuadro de la fuente o del master, de ahí el término acceso aleatorio.[18]
- Los procesos de assamble, pistado de cinta o inserto ya no eran necesarios. Las instrucciones eran guardabas en un archivo informático y se modificaban cuantas veces fuese necesario, pudiendo también duplicar dicho archivo.[19]

La edición no lineal perseguía sustituir a la sala off-line, que no había cumplido sus expectativas, pero pronto se comprobó que sería capaz de mucho más.
El primer intento de crear un sustituto a la edición lineal lo llevó a cabo CMX Editing Systems cuando sacó al mercado el CMX 600. Este sistema utilizaba discos magnéticos de 36 MB para grabar la imagen de una manera híbrida, no totalmente digital.  Con un lápiz electrónico se podía acceder a cualquier escena del material bruto, borrar cualquier escena ya editada, ampliar la duración, reducirla, etc. Desgraciadamente sus 200 000 $ dólares de coste y la programación aún no depurada le impidieron ser un éxito comercial, pese a seguir en uso durante años para edición de sonido digital. Ohanian (1996, p. 81) apunta que se trataba de un sistema muy avanzado para su época, quizá demasiado.

#### Primera generación (por vídeocinta)

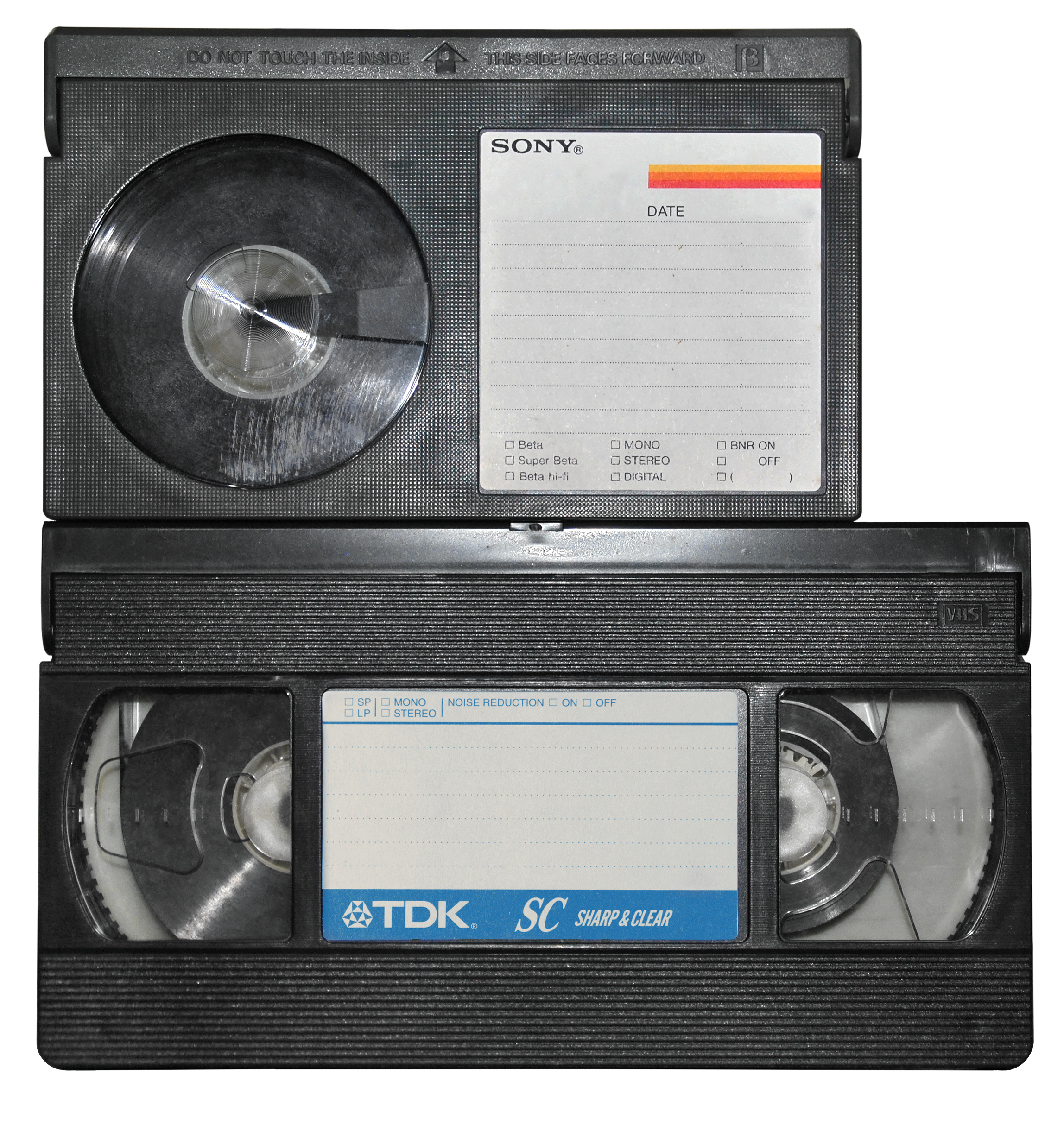
Cintas de vídeo Betamax y VHS, sobre las que se basaba la primera generación de edición no lineal con acceso aleatorio.

Estos equipos constaban de un magnetoscopio grabador y varios reproductores, hasta 27 en algunos casos. El editor seleccionaba una secuencia, después una segunda, luego una tercera y así sucesivamente. Por su parte, el sistema colocaba uno de los magnetoscopios al principio de la primera secuencia, otro al principio de la segunda, un tercero al principio de la tercera, etc, los ponía en marcha cuando correspondiera obteniendo un visionado y una grabación continuos. Cuando el número de fragmentos era superior al de magnetoscopios, el primero libre que tuviera la secuencia deseada se desplazaba hasta el primer cuadro de la misma y la reproducía cuando llegara el momento.
Los equipos basados en cinta de vídeo aparecieron a principios de los ochenta, poco después de nacer los aparatos reproductores y grabadores domésticos. Según Ohanian (1996, p. 88) el primero en nacer se denominó Montage Picture Processor y salió al mercado en 1984. Para Jacobson (2010, p. 423) tal honor le corresponde al Ediflex, comercializado en 1983. Touch Visión lanzó por su parte el BHP Touch Vision de 1986. Todos empleaban cintas VHS o Betamax y ofrecían como mínimo una EDL, una lista de corte de negativo y una copia de visionado. Otra novedad fue un nuevo tipo de máster, el máster digital de vídeo (MDV), un archivo informático que, como cualquier otro archivo, puede duplicarse infinidad de veces sin pérdida de calidad. Sin embargo, no podía visionarse separado de las fuentes, como si lo hacían los masters basados en cinta de vídeo.
El hecho de que la primera generación siguiera funcionando hasta la entrada de los equipos digitales es prueba de su éxito, pero presentaba varios problemas. Uno lo constituía el volcado del material, que debía realizarse previamente a una o más cintas de vídeo. Otro era el denominaba «colapso», cuando ninguna máquina tenía tiempo suficiente para llegar la siguiente imagen, debe tenerse en cuenta que acceder a un determinado cuadro podía llevar varios decenas de segundos, dependiendo de cuanto debiera rebobinar o avanzar el magnetoscopio. Una posible solución era colocar la misma grabación en múltiples magnetoscopios, pero eso reducía la cantidad de material bruto disponible. Por todo, estos sistemas resultaron más adecuados para editar series de televisión o películas que para informativos o anuncios.

#### Segunda generación (por videodisco)

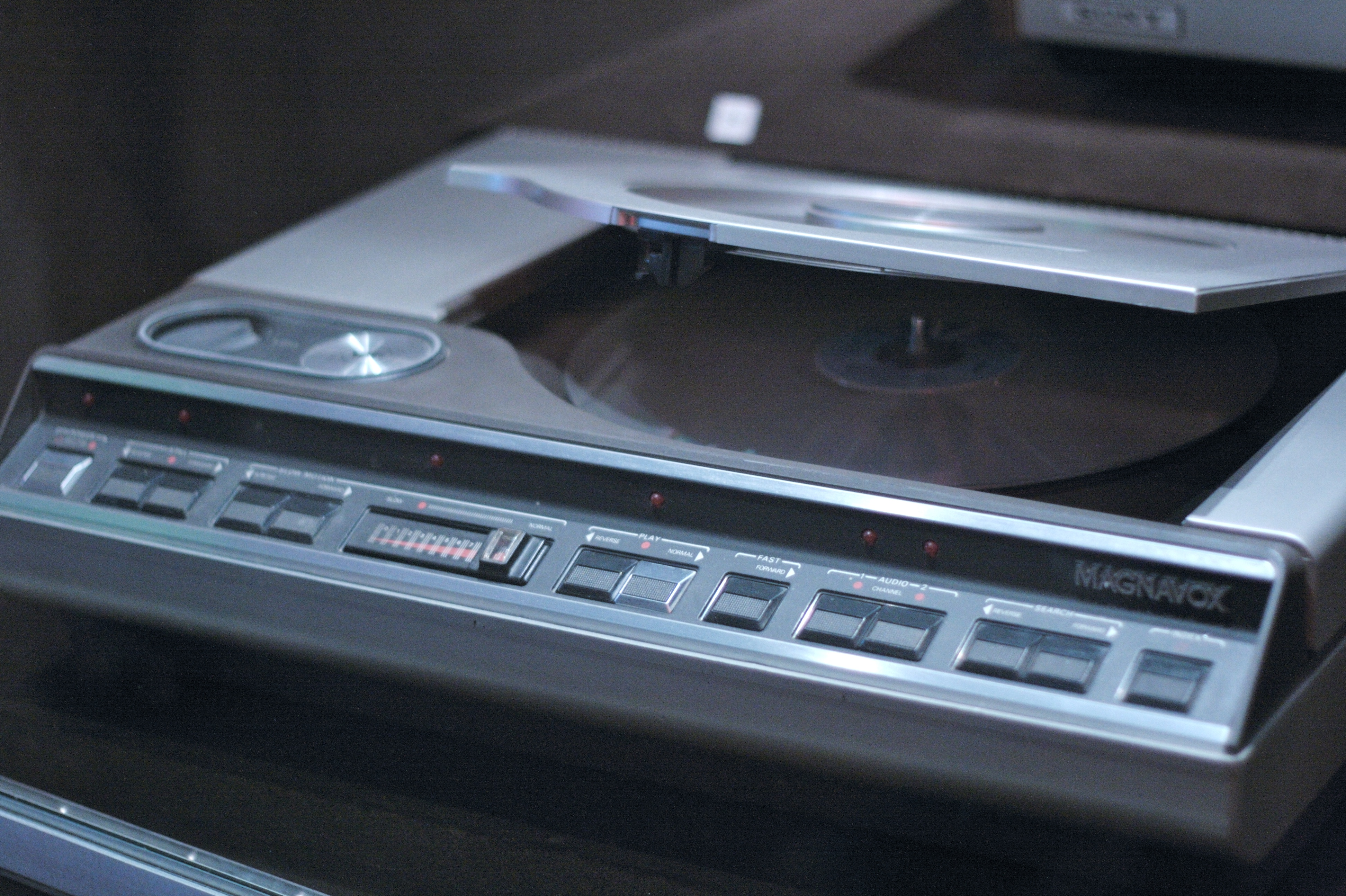
Reproductor de discos láser.

Según John Purcell (2007, p. 73) y Jacobson (2010, p. 423) el mismo año que salió el primer editor por cinta de vídeo, 1984, George Lucas anunció el lanzamiento de su EditDroid. Este sistema contaba con cuatro máquinas reproductoras de videodisco, una suministraba las imágenes A, otra el sonido de las imágenes A, una tercera las imágenes B y una cuarta con el sonido de las imágenes B. Además era el primero en incluir una interfaz gráfica con línea de tiempo. Junto al Sounddroid, podía realizar todas las labores de vídeo y sonido. Aunque Lucas no vendió muchas unidades, su tecnología fue adquirida posteriormente por la empresa AVID en el vídeo y por Sony en lo referente al sonido.
El EditDroid empleaba lectores de discos láser del tipo velocidad angular constante (CAV en inglés), otros posteriores utilizaron los de velocidad lineal constante (CLV). Cuando la tecnología mejoró y aparecieron los discos láser de doble cara y reproductores con doble cabezal el número mínimo de máquinas se redujo a dos.
Al EditDroid le siguieron el CMX 6000 en 1988, el Epix en 1989 y el Laser Edit, que ya introdujo los reproductores de doble cabezal. Todos ellos reducían bastante los problemas de colapso, especialmente cuando surgieron los lectores de discos con dos cabezales; pero no llegaban a eliminarlos. El tiempo de acceso a las imágenes también mejoró notablemente al ser de dos segundos como máximo.
Como inconvenientes de la segunda generación Ohanian (1996, p. 106 y siguientes) citan tres: el aumento en el tiempo de volcado, por ser el proceso de grabación más lento y difícil en un videodisco que en una cinta; la escasa cantidad de material bruto disponible o bien el elevado número de máquinas reproductoras y, por último, la necesidad de ir añadiendo más equipamiento, ya que las cortinillas y los efectos visuales se realizaban tanto por programación como añadiendo nuevos dispositivos físicos. Pese a estos inconvenientes, los sistemas basados en esta tecnología siguieron existiendo hasta bien entrada la década de 1990 y se utilizaron tanto para series y películas como para informativos y anuncios.

#### Tercera generación (por disco magnético)

Diferencias entre los distintos formatos de vídeo. Las dos normas de alta definición, por sus grandes tamaños, escapaban en la práctica de las posibilidades técnicas de la tercera generación.

En 1988 apareció el primer editor no lineal con todo el material almacenado en un ordenador, desde las fuentes hasta el resultado final. Se llamó EMC2 y lo fabricó Editing Machines Corporation usando como plataforma un IBM PC que comprimía las imágenes usando el algoritmo intracuadro JPEG. En un principio el sistema utilizaba la resolución visible del NTSC (720 columnas por 480 líneas), pero se amplió en versiones posteriores. Respecto al audio sus resoluciones podían variar entre 16 y 48 kHz. En total poseía una capacidad máxima de 24 horas de material. A este sistema le siguieron otros como el Avid Media Composer o el Lightworks.
La tercera generación trajo varias novedades, entre otras cabe citar:
- El acceso a cualquier parte del material era realmente aleatorio.
- Se podía exportar un historial completo con todas las decisiones sobre cortinillas o sonidos.
- Varios efectos podían crearse con el propio aparato, caso de las titulaciones.

En cambio, esta tercera generación adolecía de desventajas: por una parte estaba el tiempo de procesamiento que necesitaban los efectos y las copias de visionado, al ser imprescindible renderizar el resultado final. La calidad de las imágenes con que se podía trabajar no era mucha o, en caso de trabajar a la máxima calidad, el espacio para los brutos se reducía considerablemente. Pero quizá uno de lo más grandes escollo era la digitalización del material. Aunque Sony había lanzado en 1986 la primera cinta digital, la D1, y estaba trabajando en el sistema de registro Betacam Digital; cuando nació la tercera generación todavía no era posible utilizar brutos de cámara digitales. Resultaba imprescindible volcar previamente las imágenes de vídeo o telecinar las de cine, con la correspondiente perdía calidad y tiempo.
Según Rosenberg (2011), estos sistemas constituían una inversión considerable. Cada uno incluía una tarjeta gráfica potente para mostrar las imágenes en pantalla, un procesador también potente, una tarjeta compresora y descompresora para tratar el algoritmo JPEG, mucha memoria RAM para la época y varios discos duros de gran capacidad. Tanto es así que una hora de material en sistema PAL ocupaba 8.2 gigabytes (GB en adelante), cuando un gigabyte podía llegar a costar 1000 dólares de la época. Por lo tanto, un equipo capaz de editar una hora de programa superaría el medio millón de dólares, solo en soportes de almacenamiento.

#### Cuarta generación (los formatos de compresión para vídeo)

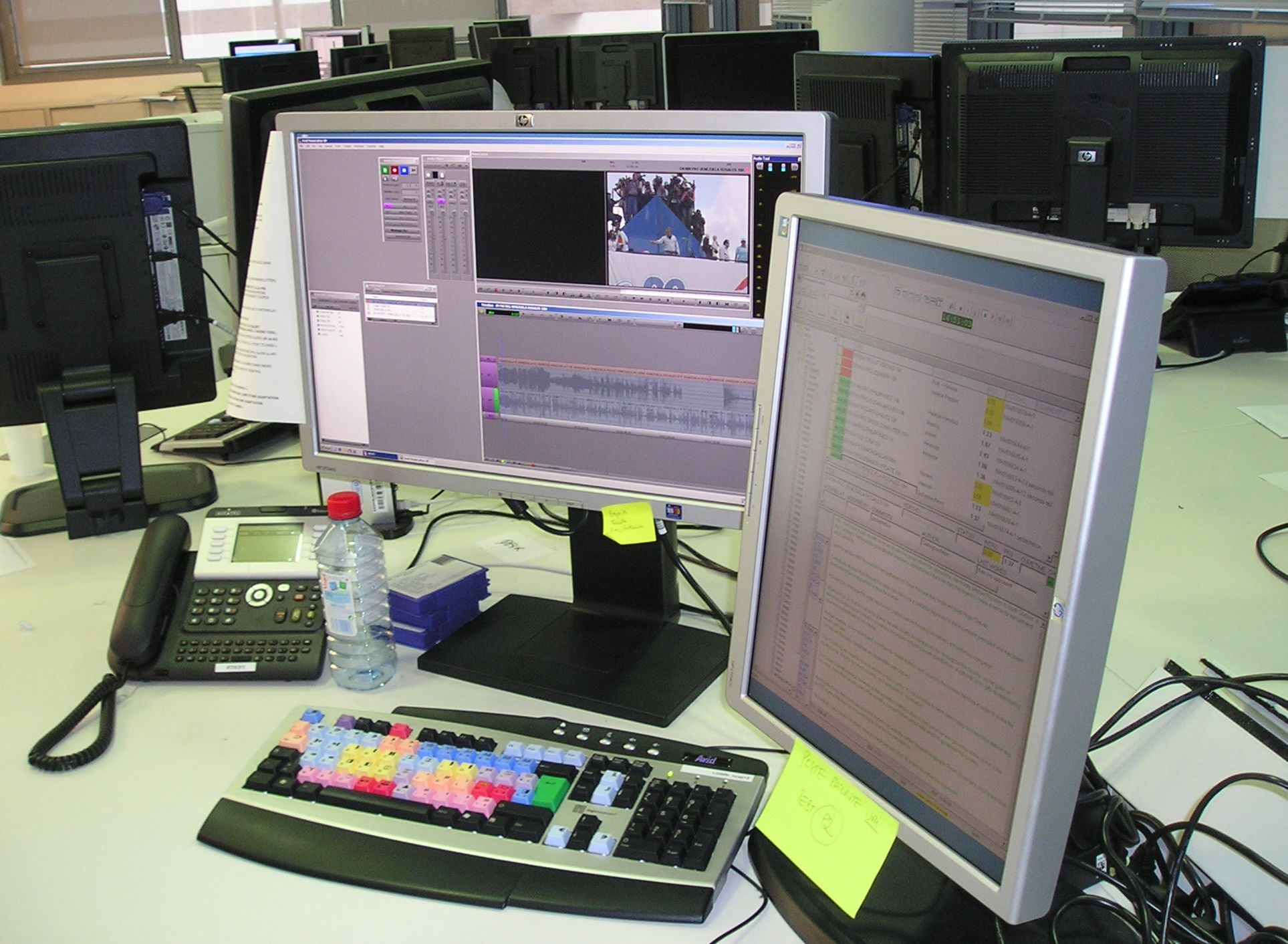
El Avid Media Composer, uno de los editores digitales con acceso aleatorio más populares.

Ante las ventajas aportadas por la informática, expertos como Ohanian (1996) presagiaban un momento donde la sala off-line y la on-line se unirían en un mismo equipo, es decir, con un solo sistema se podría concatenar planos, incluir la titulación, crear efectos digitales, añadir las capturas, los cromas o trabajar varias pista de audio. Todo con calidad suficiente como para ser emitido. Desde 1992 fueron surgiendo productos capaces de manejar los brutos de cámara directamente, pero fallaban a la hora de generar grandes efectos visuales.
El Avid Media Composer 8000 apareció en 1999. Podía producir anuncios y programas de televisión con calidad suficiente como para sustituir a las dos salas. Esto se debió a varios factores entre los que destacan el nacimiento de la familia de algoritmos intercuadro. como el MPEG entre otros, el abaratamiento en los sistemas de almacenamiento, tanto de memoria RAM como de disco, y las mejores en los programas para tratar imagen y sonido.
Sin embargo, la cuarta generación seguía presentando limitaciones:
- El volcado del material continuaba siendo necesario en muchos casos, porque muchos sistemas de registro grababan en formatos o soportes propios.[34]
- La capacidad de realizar cualquier efecto estaba lejos de conseguirse por la falta de potencia. Un Pentium II podía realizar como máximo 16 operaciones audiovisuales por segundo, y no siempre, cuando manipular imágenes en movimiento, añadir personajes o borrar cualquier detalle requería entre 64 y 128 operaciones, algo solo al alcance de máquinas dedicadas como el Quantel Painbox.[35]
- La posibilidad de generar cine digital también se veía lejana debido a la resolución necesaria. La norma de televisión con más líneas era la PAL, pero el formato de cine digital equivalente al 16 mm, el 2K, duplica esta cantidad y el equivalente al 35 mm, el 4K, la cuadruplica;[36] por lo que una hora de película a estas resoluciones ocuparía 24 y 48 GB respectivamente, cantidades que sería necesario multiplicar por 65 para digitalizar todo el material filmado. Cuantías así escapaban con mucho de cualquier lógica económica.

#### Quinta generación (gestor de medios digitales)

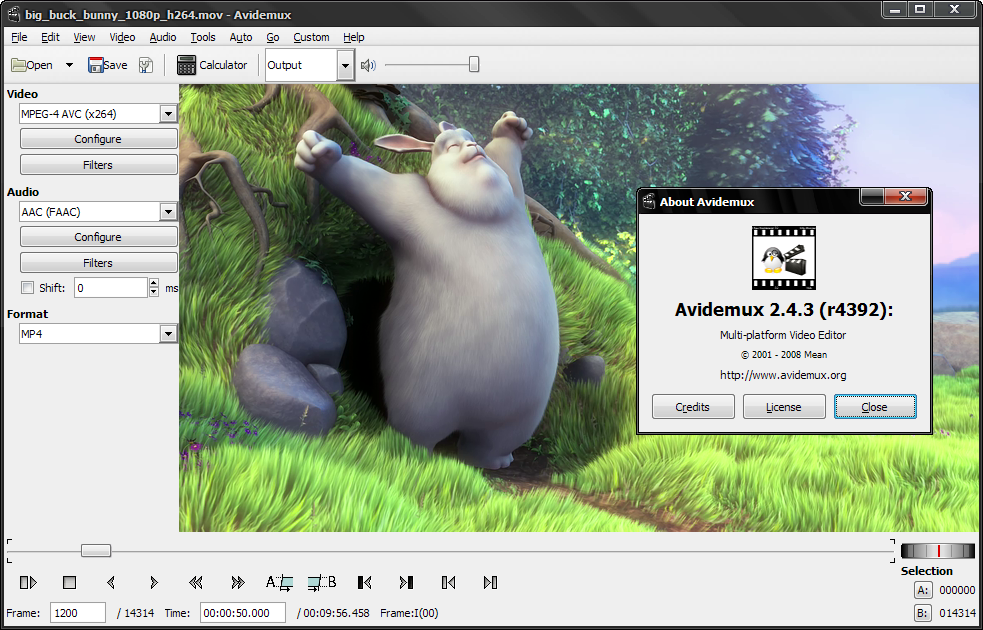
La quinta generación de sistemas no lineales ya es capaz de crear cualquier imagen en pantalla para vídeo y también para cine 2K o 4K.

La quinta generación de edición digital se diferenciaba de las demás por poder trabajar con brutos de cámara digitales en su formato nativo, el Raw, y por poder crear personajes totalmente virtuales partiendo de capturas de movimiento. Estas capacidades hacían realidad el concepto de gestor de medios digitales, es decir, un sistema o equipo capaz de generar y manejar todos o casi todos los efectos que se quisieran, por complicados que llegasen a ser. Así, el Avid Film Composer podía trabajar en resolución 4K y muestreo 4:4:4. Se llegó al punto de que tres estaciones de la familia Media Composer trabajando en red fueron capaces de crear un personaje totalmente digital, Gollum, y gestionar los 128 000 GB de imágenes, pertenecientes a 2200 horas de filmación obtenidas en la trilogía de El hobbit (Peter Jackson, 2012). Esto se debió a la confluencia de varios factores:
Por una parte, la mejora en la tecnología de las memorias flash contribuyó a poder almacenar 100 GB en una sola tarjeta de memoria. Gracias a esto surgieron cámaras como la Red One, capaces de grabar digitalmente, a 30 cuadros por segundo y con calidad cinematográfica.
En segundo lugar mencionar la comercialización de procesadores con varios núcleos. Con ellos ya era factible calcular 128 o más operaciones visuales por segundo, con lo cual un mismo sistema informático podía realizar todo tipo de incrustaciones, etalonados, efectos... Si a esto sumamos el abaratamiento de las memorias RAM y de las tarjetas gráficas, se comprueba que hasta los equipos domésticos contaban con potencia suficiente para procesar televisión de alta definición, tanto HD Ready como Full HD.
Por último y según Carrasco (2010, p. 268), también ayudó la implantación de los dos sistemas de Televisión Digital Terrestre o TDT. Esto trajo, por una parte, la entrada de la llamada televisión de alta definición y, por otra, la salida de los equipos analógicos aún en funcionamiento, el denominado «apagón» analógico.

## Futuro

Comparación de las distintas resoluciones. La SD se fue abandonando en la década de 2010 y la televisión ha tratado de imitar el formato apaisado cinematográfico. El siguiente reto es alcanzar la calidad del 8K y unificar vídeo y cine.

En 1990 se vivía un consenso casi total sobre cuál sería el sistema imperante en la edición de vídeo. Sin embargo, en el siglo XXI, autores como  Carrasco (2010),Aguilera, Morante y Arroyo (2011) coinciden en lo incierto del futuro para esta forma de trabajar. No porque se dude de su continuidad, sino porque no se atisba el camino que seguirá.
El cine vive un momento difícil ante la competencia de otros medios audiovisuales, por lo que no resulta sencillo pronosticar cuáles y cómo serán sus siguientes pasos. Para Carrasco (2010) la gran pantalla parece ir hacia un aumento de calidad con la entrada de la resolución 8K. Sería deseable, según él, que la televisión y el cine convergieran en un mismo formato y, por tanto, ambas ediciones fuesen idénticas. No idénticas solo en resolución y equipamiento, algo ya conseguido, sino en todos los detalles incluido el formato panorámico.
Sin embargo, el mismo autor advierte que numerosos intereses no facilitarán esta tendencia. El cine ha visto a la televisión como un medio competidor desde su nacimiento, con razón o sin ella. Por tanto, siempre ha tratado de distinguirse lanzando películas en tres dimensiones o ampliando la pantalla, inicialmente muy parecida a la televisión. Según esto, concluye Carrasco (2010), posiblemente los estudios de cine desarrollen nuevas normas para diferenciarse. Una opinión diferente mantienen expertos como Nicholas Negroponte (1995), quien afirma que no es el cine, sino la televisión quien tiene los días contados. Si bien el directivo del MIT reconoce que la entrada de las TDT han aplazado su final, la potencia y versatilidad de los dispositivos móviles condenarán a este electrodoméstico al olvido, por lo que carecerá de sentido la existencia de otra norma que no sea la del cine. Bien es verdad que con la entrada de los teléfonos con cámara incorporada la cantidad de formatos existentes se ha multiplicado, como indica Carrasco (2010).